# Planet Pit
Planet Pit – szósty album amerykańskiego piosenkarza Pitbulla. Płyta została wydana 27 czerwca 2011. Jej producentem były dobrze znane nazwiska w tym David Guetta i Ne-Yo. Pierwszego tygodnia zostało sprzedanych 55.000 egzemplarzy na całym świecie. Dzięki
temu Pitbull był wysoko na listach przebojów w Stanach Zjednoczonych. W marcu 2012 roku, album sprzedał się w około 372.000 egzemplarzy w USA. Krążek promuje inauguracyjny singel Hey Baby (Drop It to the Floor) w którego nagraniu udział wziął T-Pain. Drugim utworem wybranym na singel został przebój Give Me Everything nagrany z Ne-Yo, Afrojackiem i Nayer. Zajął on szczytową pozycję na liście Billboard Hot 100. Trzeci singel to Rain Over Me z udziałem Marca Anthony'ego. Czwartym jest International Love nagrany z Chrisem Brownem, który również okazał się hitem. Zajął pierwszą pozycję na notowaniu Hot Dance Club Songs.

## Lista utworów
| #   | Tytuł                             | Gościnnie                    | Producent                       | Czas |
| --- | --------------------------------- | ---------------------------- | ------------------------------- | ---- |
| 1.  | "Mr. Worldwide"                   | Vein                         | Vein                            | 1:24 |
| 2.  | "Give Me Everything"              | Ne-Yo, Afrojack, Nayer       | Afrojack                        | 4:12 |
| 3.  | "Rain Over Me"                    | Marc Anthony                 | RedOne, David Rush, Jimmy Joker | 3:51 |
| 4.  | "Hey Baby (Drop It to the Floor)" | T-Pain                       | Sandy Vee                       | 3:54 |
| 5.  | "Pause"                           | DJ Buddha                    |                                 | 3:00 |
| 6.  | "Come And Go"                     | Enrique Iglesias             | Dr. Luke, Benny Blanco          | 3:50 |
| 7.  | "Shake Señora"                    | T-Pain, Sean Paul            | Clinton Sparks, DJ Snake        | 3:34 |
| 8.  | "International Love"              | Chris Brown                  | Soulshock                       | 3:47 |
| 9.  | "Castle Made of Sand"             | Kelly Rowland, Jamie Drastik | DJ Frank E                      | 3:48 |
| 10. | "Took My Love"                    | RedFoo, Vein, David Rush     | RedFoo                          | 4:29 |
| 11. | "Where Do We Go"                  | Jamie Foxx                   | Marc Kinchen, Jim Jonsin        | 3:50 |
| 12. | "Something for the DJs"           |                              | David Guetta, Afrojack          | 3:04 |

## Notowanie
| Lista (2011)                    | Najwyższa pozycja |
| ------------------------------- | ----------------- |
| Australian Albums Chart         | 5                 |
| Australian Urban Albums Chart   | 2                 |
| Austrian Albums Chart           | 3                 |
| Belgian Albums Chart (Flandria) | 24                |
| Belgian Albums Chart (Walonia)  | 11                |
| Canadian Albums Chart           | 4                 |
| Czech Albums Chart              | 33                |
| Danish Albums Chart             | 39                |
| Dutch Albums Chart              | 21                |
| Finland Albums Chart            | 21                |
| French Albums Chart             | 13                |
| German Albums Chart             | 6                 |
| Greek Albums Chart              | 27                |
| Hungarian Albums Chart          | 6                 |
| Irish Albums Chart              | 17                |
| Italian Albums Chart            | 8                 |
| Mexican Albums Chart            | 12                |
| New Zealand Albums Chart        | 10                |
| Norwegian Albums Chart          | 30                |
| Polish Albums Chart             | 12                |
| Portuguese Albums Chart         | 24                |
| Scottish Albums Chart           | 16                |
| Spanish Albums Chart            | 5                 |
| Swiss Albums Chart              | 2                 |
| South Korean Albums Chart       | 6                 |
| UK Albums Chart                 | 11                |
| UK R&B Albums Chart             | 1                 |
| US Billboard 200                | 7                 |
| US Top Rap Albums               | 2                 |
| US Top R&B/Hip-Hop Albums       | 3                 |